# Campionati del mondo di atletica leggera 2005 - Salto con l'asta maschile
La gara di salto con l'asta maschile dei Campionati del mondo di atletica leggera di Helsinki 2005 si è disputata nelle giornate del 9 agosto (qualificazioni) e 11 agosto (finale).

## Podio
| Posizione | Atleta          | Paese       |
| --------- | --------------- | ----------- |
| Oro       | Rens Blom       | Paesi Bassi |
| Argento   | Brad Walker     | Stati Uniti |
| Bronzo    | Pavel Gerasimov | Russia      |

## Risultati

### Qualificazioni
Qualificazione: 5,60 m (Q) oppure tra le 12 migliori prestazioni (q)
| Posizione | Gruppo | Nome                   | Nazione       | 5,30 | 5,45 | 5,60 | Misura (m) | Note |
| --------- | ------ | ---------------------- | ------------- | ---- | ---- | ---- | ---------- | ---- |
| 1         | A      | Nick Hysong            | Stati Uniti   | –    | –    | o    | 5,60       | Q    |
| 2         | A      | Igor Pavlov            | Russia        | xo   | xo   | o    | 5,60       | Q    |
| 3         | A      | Tim Lobinger           | Germania      | –    | o    | xo   | 5,60       | Q    |
| 3         | A      | Dmitri Markov          | Australia     | –    | –    | xo   | 5,60       | Q    |
| 3         | A      | Patrik Kristiansson    | Svezia        | –    | –    | xo   | 5,60       | Q    |
| 6         | B      | Pavel Gerasimov        | Russia        | –    | o    | xxo  | 5,60       | Q    |
| 7         | A      | Daichi Sawano          | Giappone      | –    | o    | xxx  | 5,45       | q    |
| 7         | A      | Kevin Rans             | Belgio        | o    | o    | xxx  | 5,45       | q    |
| 7         | B      | Giuseppe Gibilisco     | Italia        | –    | o    | xxx  | 5,45       | q    |
| 7         | B      | Danny Ecker            | Germania      | –    | o    | xxx  | 5,45       | q    |
| 7         | B      | Rens Blom              | Paesi Bassi   | –    | o    | xxx  | 5,45       | q    |
| 7         | B      | Brad Walker            | Stati Uniti   | –    | o    | xxx  | 5,45       | q    |
| 13        | A      | Jean Galfione          | Francia       | xo   | o    | xxx  | 5,45       |      |
| 14        | B      | Konstadínos Filippídis | Grecia        | o    | xo   | xxx  | 5,45       |      |
| 14        | B      | Damiel Dossévi         | Francia       | –    | xo   | xxx  | 5,45       |      |
| 16        | B      | Giovanni Lanaro        | Messico       | xxo  | xo   | xxx  | 5,45       |      |
| 17        | B      | Denys Yurchenko        | Ucraina       | –    | xxo  | xxx  | 5,45       |      |
| 17        | B      | Steven Hooker          | Australia     | –    | xxo  | xxx  | 5,45       |      |
| 19        | B      | Jure Rovan             | Slovenia      | o    | xxx  |      | 5,30       |      |
| 19        | B      | Matti Mononen          | Finlandia     | o    | xxx  |      | 5,30       |      |
| 21        | A      | Piotr Buciarski        | Danimarca     | xo   | xxx  |      | 5,30       |      |
| –         | A      | Leonid Andreev         | Uzbekistan    | xxx  |      |      | nm         |      |
| –         | A      | Vladyslav Revenko      | Ucraina       | –    | –    | xxx  | nm         |      |
| –         | A      | Liu Feiliang           | Cina          | xxx  |      |      | nm         |      |
| –         | B      | Kim Yoo-suk            | Corea del Sud | xxx  |      |      | nm         |      |
| –         | B      | Lars Börgeling         | Germania      | –    | xxx  |      | nm         |      |
| –         | A      | Toby Stevenson         | Stati Uniti   |      |      |      | dns        |      |

### Finale
| Posizione | Nome                | Nazione     | 5,35 | 5,50 | 5,65 | 5,75 | 5,80 | 5,85 | Misura (m) | Note                                     |
| --------- | ------------------- | ----------- | ---- | ---- | ---- | ---- | ---- | ---- | ---------- | ---------------------------------------- |
| 1         | Rens Blom           | Paesi Bassi | –    | xxo  | xo   | xo   | o    | x    | 5,80       | Miglior prestazione personale stagionale |
| 2         | Brad Walker         | Stati Uniti | –    | xxo  | xo   | xo   | x–   | xx   | 5,75       |                                          |
| 3         | Pavel Gerasimov     | Russia      | –    | o    | xo   | xxx  |      |      | 5,65       | Miglior prestazione personale stagionale |
| 4         | Igor Pavlov         | Russia      | –    | o    | xxo  | xxx  |      |      | 5,65       |                                          |
| 5         | Giuseppe Gibilisco  | Italia      | –    | o    | xxx  |      |      |      | 5,50       |                                          |
| 5         | Tim Lobinger        | Germania    | –    | o    | xxx  |      |      |      | 5,50       |                                          |
| 5         | Nick Hysong         | Stati Uniti | –    | o    | xxx  |      |      |      | 5,50       |                                          |
| 8         | Daichi Sawano       | Giappone    | xo   | o    | xxx  |      |      |      | 5,50       |                                          |
| 9         | Patrik Kristiansson | Svezia      | –    | xxo  | xxx  |      |      |      | 5,50       |                                          |
| 10        | Kevin Rans          | Belgio      | o    | xxx  |      |      |      |      | 5,35       |                                          |
| –         | Dmitri Markov       | Australia   | –    | xxx  |      |      |      |      | nm         |                                          |
| –         | Danny Ecker         | Germania    | –    | xxx  |      |      |      |      | nm         |                                          |